# 6018 Pierssac
6018 Pierssac eller 1991 PS16 är en asteroid i huvudbältet som upptäcktes den 7 augusti 1991 av den amerikanske astronomen Henry E. Holt vid Palomarobservatoriet. Den är uppkallad efter den brittisk-amerikanske astronauten Piers Sellers.
Asteroiden har en diameter på ungefär 5 kilometer och den tillhör asteroidgruppen Baptistina.